# Lawrence S. Hamilton
Lawrence Stanley „Larry“ Hamilton (* 1925 in Toronto, Kanada; † 6. Oktober 2016 in Charlotte, Vermont, USA) war ein US-amerikanischer Forstwissenschaftler, Umweltaktivist und  Universitätsprofessor für natürliche Ressourcen.
Hamilton war ein renommierter Experte für die Ausweisung und Entwicklung von Schutzgebieten in Gebirgsregionen. Er legte großen Wert auf die Zusammenarbeit mit der dort lebenden Bevölkerung. Er entwickelte ein Konzept von grenzüberschreitenden Schutzgebiets-Korridoren durch Kontinente, zum Beispiel von Alaska bis Feuerland.

## Leben
Als Jugendlicher arbeitete Hamilton während des Sommers in Holzfäller-Camps in den Northwoods von Ontario. Während des Zweiten Weltkriegs diente er als Pilot beim Fleet Air Arm der britischen Royal Navy. Nach Kriegsende nahm er an der University of Toronto ein Studium der Forstwissenschaft auf und arbeitete zugleich als "Zone Forester" in einem Waldgebiet von Ontario. Für ein Aufbaustudium ging er an das State College of Forestry an der Syracuse University in Syracuse, New York. Im Jahr 1950 schloss er dieses Studium mit einem Master mit einer ökonomischen Analyse des Einschlags von Zucker-Ahorn (Acer saccharum Marsh.) in kleinen Waldbeständen um Syracuse (An economic analysis of the cutting of sugar maple (Acer saccharum Marsh.) in small woodlots in the vicinity of Syracuse) ab.
1951 nahm Hamilton am Department of Natural Resources der Cornell University in Ithaca, New York seine Lehr- und Forschungstätigkeit auf. Hamilton blieb mit Unterbrechungen bis zu seiner Emeritierung im Jahre 1980 an dieser Universität und lehrte Ökologie des Waldes und interdisziplinäre Zusammenarbeit.
1962 promovierte er an der University of Michigan mit einer Analyse der Forstpraxis unter dem Forstgesetz des Staates New York (Analyse des New York State’s Forest Practice Act.)
Anfang der 1970er Jahre verfasste Hamilton eine der ersten Dokumentationen über die Vernichtung des tropischen Regenwaldes in Venezuela und die Zerstörung der Mangrovenwälder in Trinidad.
Nach 1980 ging Hamilton nach Hawaii und lehrte dort bis 1993 als Senior Fellow (Leitender Wissenschaftler) am Environment and Policy Institute des Center for Cultural and Technical Interchange Between East and West. Ziel des Centers ist es, den technologischen und kulturellen Austausch zwischen den Menschen der USA, Asien und dem Pazifik zu fördern.  Während dieser Zeit bereiste Hamilton die gesamte Region Ozeaniens, einschließlich Thailand, West-Samoa, Nepal, Indonesien und Australien. Er lehrte zur Hydrologie des Waldes und Forstwirtschaft in den Tropen, hielt Workshops ab und betreute zahlreiche Studien.
Im Verlauf seines Aufenthalts in Asien wuchs sein Interesse an den Gebirgs-Ökosystemen. Hamilton war fasziniert von der Einzigartigkeit und auch Empfindlichkeit dieser Ökosysteme.
Seit den 1970er Jahren war er Mitglied der Nationalparkkommission der International Union for the Conservation of Nature (IUCN), aus der später die World Commission on Protected Areas (WCPA) entstand. Mit einer kleinen Gruppe von Wissenschaftlern rief Hamilton zum Schutz der Gebirgswelten auf. Die Gruppe veröffentlichte den Report: Der Zustand der Berge der Welt: Ein globaler Bericht.
An ein breiteres Publikum wandten sie sich mit Ein Appell für die Berge, der auf der Konferenz der Vereinten Nationen über Umwelt und Entwicklung (Rio Earth Summit) von 1992: Hamilton zeichnete verantwortlich für die Gebirgs-Inhalte in der Ausformulierung der Agenda 21.
Hamilton legte fortan einen Schwerpunkt seiner Arbeit auf tropische montane Nebelwälder, den Aufbau von ökologischer Korridoren und grenzüberschreitende Kooperationen. Er hob die Bedeutung der Berge als Wasserspeicher und als Orte spirituelle und kulturelle Bedeutung hervor.

## Auszeichnungen
- 1969: New York State Conservation Council’s Forest Conservationist of the Year award;
- 1987: Environmental Achiever Award from the UN Environment Program;
- 2003: IUCN/WCPA Packard International Parks Merit Award;
- 2004: Hawai’i University’s Distinguished Scientist award for work on Cloud Forest Conservation;
- 2004: Gold Medal for Mountain Conservation Leadership from the King Albert I Memorial Foundation in Switzerland;[4]
- 2008: Honorary IUCN Membership

Quelle:

## Publikationen
Larry Hamilton veröffentlichte rund 400 Publikationen. Darunter:
- IUCN guidelines on Transboundary Protected Areas for Peace and Co-operation (IUCN Leitlinien für grenzüberschreitende Schutzzonen für Frieden und Zusammenarbeit) (2001)

- Planning and Managing Mountain Protected Areas (Planung und Verwaltung von Berg-Schutzzonen) (2004)

- Managing Mountain Protected Areas: Challenges and Responses for the 21st Century (Die Verwaltung von Berg-Schutzzonen: Herausforderungen und Antworten für das 21. Jahrhundert) (2004)